# Episodi di Ally McBeal (quarta stagione)
La quarta stagione della serie televisiva Ally McBeal, composta da 23 episodi, è stata trasmessa per la prima volta negli USA da Fox dal 23 ottobre 2000 al 21 maggio 2001.
In Italia è stata invece trasmessa in prima visione da Canale 5 dal 23 dicembre 2002 all'8 settembre 2003.
A partire da questa stagione la sigla di apertura, costituita dalla canzone Searchin' My Soul cantata da Vonda Shepard, presenta un arrangiamento musicale leggermente diverso.
| nº | Titolo originale               | Titolo italiano             | Prima TV USA     | Prima TV Italia   |
| -- | ------------------------------ | --------------------------- | ---------------- | ----------------- |
| 1  | Sex, Lies and Second Thoughts  | Sesso, bugie e ripensamenti | 23 ottobre 2000  | 23 dicembre 2002  |
| 2  | Girls' Night Out               | Caccia all'uomo             | 30 ottobre 2000  | 24 dicembre 2002  |
| 3  | Two's a Crowd                  | Imprevisti                  | 6 novembre 2000  | 26 dicembre 2002  |
| 4  | Without a Net                  | Senza rete                  | 13 novembre 2000 | 27 dicembre 2002  |
| 5  | The Last Virgin                | L'ultima vergine            | 20 novembre 2000 | 30 dicembre 2002  |
| 6  | Tis the Season                 | La magia del Natale         | 27 novembre 2000 | 31 dicembre 2002  |
| 7  | Love on Holiday                | Problemi sentimentali       | 4 dicembre 2000  | 1º gennaio 2003   |
| 8  | The Man with the Bag           | Santa Claus                 | 11 dicembre 2000 | 2 gennaio 2003    |
| 9  | Reasons to Believe             | Ragionevole dubbio          | 8 gennaio 2001   | 3 gennaio 2003    |
| 10 | The Ex-Files                   | Gli Ex-Files                | 15 gennaio 2001  | 4 gennaio 2003    |
| 11 | Mr. Bo                         | Mister Bo                   | 22 gennaio 2001  | 28 luglio 2003    |
| 12 | Hats Off to Larry              | Una sorpresa per Larry      | 5 febbraio 2001  | 4 agosto 2003     |
| 13 | Reach Out and Touch            | Un nuovo arrivo             | 12 febbraio 2001 | 4 agosto 2003     |
| 14 | Boys Town                      | Il mio migliore amico       | 19 febbraio 2001 | 11 agosto 2003    |
| 15 | Falling Up                     | Detroit e ritorno           | 26 febbraio 2001 | 11 agosto 2003    |
| 16 | The Getaway                    | La vacanza                  | 19 marzo 2001    | 18 agosto 2003    |
| 17 | The Pursuit of Unhappiness     | Accordi e disaccordi        | 26 marzo 2001    | 18 agosto 2003    |
| 18 | The Obstacle Course            | La scommessa                | 16 aprile 2001   | 25 agosto 2003    |
| 19 | In Search of Barry White       | In cerca di Barry White     | 23 aprile 2001   | 1º settembre 2003 |
| 20 | Cloudy Skies, Chance of Parade | Un cliente speciale         | 30 aprile 2001   | 1º settembre 2003 |
| 21 | Queen Bee                      | L'ape regina                | 7 maggio 2001    | 1º settembre 2003 |
| 22 | Home Again                     | Fine di un amore            | 14 maggio 2001   | 8 settembre 2003  |
| 23 | The Wedding                    | Il ballo                    | 21 maggio 2001   | 8 settembre 2003  |

## Sesso, bugie e ripensamenti
- Titolo originale: Sex, Lies and Second Thoughts
- Diretto da: Bill D'Elia
- Scritto da: David E. Kelley

### Trama
Brian vuole che Ally si trasferisca, ma lei ha delle riserve. Per chiarirsi le idee, Ally cerca la dottoressa Tracy e scopre che un nuovo "terapeuta" ha preso il suo posto. Lo studio legale rappresenta una donna che desidera annullare il suo matrimonio di sei anni poiché crede che suo marito l'ha sposata solo per i suoi soldi.
- Guest star: Michael Weatherly (Wayne Keebler), Audrey Wasilewski (Maureen Ringer), Ken Lerner (avvocato Dick Raditz), Aloma Wright (giudice Aloma Harris), Tim Dutton (Brian Selig), Robert Downey jr (Terapeuta/avvocato)

## Caccia all'uomo
- Titolo originale: Girls' Night Out
- Diretto da: Jeannot Szwarc
- Scritto da: David E. Kelley

### Trama
Richard e Ling prendono il caso di Cindy McCauliff, mentre Ally organizza una serata per modelle al club per attirare gli uomini. John e Nelle gestiscono un caso su una donna denunciata per aver molestato sessualmente un uomo.
- Guest star: Tim Dutton (Brian Selig), Lisa Edelstein (Cindy McCauliff), Marcia Cross (Myra Robbins), Albert Hall (giudice Seymore Walsh), Brody Hutzler (Chris Melnick), Jack Shearer (giudice Alan Rancor), Christopher Neiman (avvocato Barry Mathers), Courtney Thorne-Smith (Georgia Thomas).

## Imprevisti
- Titolo originale: Two's a Crowd
- Diretto da: Rachel Talalay
- Scritto da: David E. Kelley

### Trama
La ragazza di Mark finalmente rivela il suo segreto; Ling e Nelle rappresentano una donna che fa causa a un guru delle relazioni il cui consiglio ha rovinato il matrimonio della donna. Ally esce con due uomini diversi che sono imparentati.
- Guest star: Lisa Edelstein (Cindy McCauliff), Matt Malloy (dottor Spickett), Jill Holden (Wanda Spickett), Florence Henderson (dottoressa Shirley Grouper), Michael Vartan (Jonathan Bassett), William Russ (Michael Bassett).

## Senza rete
- Titolo originale: Without a Net
- Diretto da: Mel Damski
- Scritto da: David E. Kelley

### Trama
Ally incontra Kimmy Bishop, una vecchia amica del college, e la prende in giro davanti ai suoi amici. Kimmy le fa causa per diffamazione. Ally assume Larry come suo avvocato difensore, ma diventa irrazionale dopo aver appreso che è sposato, poi diventa ancora più irrazionale quando lo vede uscire con Nelle. Nel frattempo, Mark ha difficoltà ad uscire con Cindy a causa della fobia di tutti per i genitali della sua ragazza.
- Guest star: Lisa Edelstein (Cindy McCauliff), Albert Hall (giudice Seymore Walsh), Michael Vartan (Jonathan Bassett), William Russ (Michael Bassett), Don McManus (Greg Harrod), Louie Anderson (terapista), Jami Gertz (Kimmy Bishop).

## L'ultima vergine
- Titolo originale: The Last Virgin
- Diretto da: Bill D'Elia
- Scritto da: David E. Kelley

### Trama
Kimmy va da Cage & Fish cercando di assumere Ally per citare in giudizio il suo vecchio studio per licenziamento ingiustificato. Ally è nervosa per il suo primo bacio con Larry e chiede consiglio a Ling.
- Guest star: Albert Hall (giudice Seymore Walsh), Jami Gertz (Kimmy Bishop), Kevin Cooney (Luke Pederson).

## La magia del Natale
- Titolo originale: Tis the Season
- Diretto da: Arlene Sanford
- Scritto da: David E. Kelley

### Trama
Il periodo natalizio si avvicina e mentre Ally è elettrizzata, Larry non ha niente da festeggiare. Confessa di avere un figlio di 7 anni a Detroit con sua madre.
- Guest star: Albert Hall (giudice Seymore Walsh), Jami Gertz (Kimmy Bishop), Gerry Becker (avvocato Myron Stone), Dakin Matthews (signor Stark), Peter Mackenzie (Kendall Stevens), Marlo Thomas (Lynnie Bishop).

## Problemi sentimentali
- Titolo originale: Love on Holiday
- Diretto da: Bethany Rooney
- Scritto da: David E. Kelley (sceneggiatura); David E. Kelley, Alicia Martin e Barb Mackintosh (soggetto)

### Trama
Elaine viene citata in giudizio da un ex impiegato d'ufficio perché lo chiamava "nocciolina" a causa delle sue dimensioni. Nelle e Ling competono in una cena all'asta di beneficenza e Cindy (l'ex ragazza di Mark, una donna trans) ha dei piani per Richard per l'asta di beneficenza.
- Guest star: Lisa Edelstein (Cindy McCauliff), Jami Gertz (Kimmy Bishop), Marlo Thomas (Lynnie Bishop), John Michael Higgins (Steven Milter), Francesca P. Roberts (giudice Cynthia Harris), Boyd Kestner (dottor Greg Barrett), Jason Marsden (Daniel), John Moschitta Jr. (banditore).

## Santa Claus
- Titolo originale: The Man with the Bag
- Diretto da: Billy Dickson
- Scritto da: David E. Kelley

### Trama
Con l'aiuto di John, Nelle difende suo padre che è stato licenziato dal suo lavoro di insegnante perché afferma di essere Babbo Natale. Ally si sente minacciato quando l'ex di Larry arriva in città.
- Guest star: Jack Shearer (giudice Alan Rancor), Christopher Neiman (avvocato Barry Mathers), Famke Janssen (Jamie), William Windom (Henderson Porter), Michael Tomlinson (dottor Schulman), Dan Martin (preside Jolie).
- Nota. Durante quest'episodio Vonda Shephard canta la sua versione della canzone di Natale (Everybody's Waitin' For) The Man with the Bag di Kay Starr.

## Ragionevole dubbio
- Titolo originale: Reasons to Believe
- Diretto da: Ron Lagomarsino
- Scritto da: David E. Kelley

### Trama
Nicholas Engbloom va da Cage & Fish per chiedere l'aiuto di John per un caso di omicidio. Melanie West ha la sindrome di Tourette e investe il suo ragazzo. Richard insegna a Mark come usare una "canzone sessuale" per compiacere Elaine a letto.
- Guest star: Albert Hall (Seymore Walsh), Anne Heche (Melanie West), Anne Haney (Brandy Engblume), Richard McGonagle (procuratore distrettuale Moon), Gregg Daniel (dottore), Paul Dooley (Nicholas Engblume).

## Gli Ex-Files
- Titolo originale: The Ex-Files
- Diretto da: Jack Bender
- Scritto da: David E. Kelley

### Trama
L'ex ragazza di Larry gli chiede il permesso di portare il figlio in Canada. A causa dell'attrazione sessuale di Larry per la sua ex, inizia a baciarla ma si ferma immediatamente e lo dice a Ally, finendo per litigare con lei. Melanie viene licenziata dal suo lavoro per aver spaventato i bambini e John la porta in tribunale.
- Guest star: John Michael Higgins (Steven Milter), Famke Janssen (Jamie), Anne Heche (Melanie West), Jean Louisa Kelly (Lisa), Jeremy Davidson (Randy), Brooks Almy (preside Stiles), Daniel Von Bargen (giudice William Kopesky).

## Mister Bo
- Titolo originale: Mr. Bo
- Diretto da: Michael Schultz
- Scritto da: David E. Kelley

### Trama
Melanie porta John nel suo minuscolo appartamento e lo presenta al signor Bo, un senzatetto. Il signor Bo perseguita John e presenta una denuncia contro di lui. Ally prende il caso di una donna che ha licenziato la sua segretaria perché era leggermente sovrappeso ed è scioccata quando scopre che lo studio Cage & Fish assume solo avvocatesse sexy.
- Guest star: Albert Hall (giudice Seymore Walsh), Anne Heche (Melanie West), Brenda Strong (Jerry Hill), Jenica Bergere (Jessica Pipp), Chayanne (Sam Adams), Richard Jenkins (Mr. Bo).

## Una sorpresa per Larry
- Titolo originale: Hats Off to Larry
- Diretto da: Jeannot Szwarc
- Scritto da: David E. Kelley e Melissa Rosenberg (sceneggiatura); Barb Mackintosh, David E. Kelley e Melissa Rosenberg (soggetto)

### Trama
Il figlio di Larry vola da Detroit e va da Cage & Fish in cerca di Ally. Vuole citare in giudizio i suoi genitori per danni emotivi. Nelle rappresenta in tribunale il suo istruttore di danza/amante Sam Adams, che sta facendo causa alla sua ex partner per aver rubato i suoi passi di danza. Cindy McCauliff torna in ufficio alla ricerca di Richard. Larry si rende conto che suo figlio ha bisogno di lui a Detroit. Ally lo convince ad andare. Se ne va promettendo che tornerà.
- Guest star: Lisa Edelstein (Cindy McCauliff), Albert Hall (giudice Seymore Walsh), Anne Heche (Melanie West), Chayanne (Sam Adams), James Eckhouse (avvocato), Constance Marie (Inez Cortez), David Dorfman (Sam Paul), Rosemary Forsyth (giudice Martha Graves), Todd Eckert (Rick Cattleman), Mark Moses (viceprocuratore distrettuale).

## Un nuovo arrivo
- Titolo originale: Reach Out and Touch
- Diretto da: Kenny Ortega
- Scritto da: David E. Kelley

### Trama
Ally ha allucinazioni di Barry Manilow. Richard incarica Ling di lavorare con Jackson Duper, il nuovo avvocato dello studio. Devono gestire un doppio caso di un uomo che vuole che il suo matrimonio venga annullato perché sua moglie è una ninfomane e lo ha tradito 106 volte, e sta facendo causa al reverendo per aver avuto una torrida relazione con lei.
- Guest star: Albert Hall (giudice Seymore Walsh), Anne Heche (Melanie West), Kevin Rahm (Clayton Hooper), Missi Pyle (Marcia Hooper), Taye Diggs (Jackson Duper), Gregory Jbara (reverendo Compton).

## Il mio migliore amico
- Titolo originale: Boy's Town
- Diretto da: David Grossman
- Scritto da: David E. Kelley

### Trama
John e Richard litigano sul fatto che Richard abbia preso in prestito il guanto da baseball di John senza chiedere il permesso. Dal momento che insistono sul fatto che sono uomini di 35 anni e non ragazzini, Melanie suggerisce loro di andare da un terapista di coppia. Nel difendere la sua cliente, Jackson ritrae tutte le donne in aula come oggetti sessuali. Questa tattica potrebbe costargli la stima di Ling, ma allo stesso tempo gli permetterebbe di guadagnare punti con Renee. Ally fa il mediatore per Elaine e Mark quando lui diventa geloso dell'attrazione di Elaine per Jackson.
- Guest star: Anne Heche (Melanie West), Taye Diggs (Jackson Duper).

## Detroit e ritorno
- Titolo originale: Falling Up
- Diretto da: Oz Scott
- Scritto da: David E. Kelley

### Trama
L'avventura di una notte tra Jackson e Renee si trasforma in qualcosa di più. Ally fa visita a diversi terapisti per superare le sue allucinazioni di Larry. John rappresenta un uomo che vuole annullare il suo matrimonio dopo che sua moglie ha deciso di non volere figli, un caso che si ripercuote nella relazione di John con Melanie.
- Guest star: Anne Heche (Melanie West), Taye Diggs (Jackson Duper), Albert Hall (giudice Seymore Walsh), Fred Willard (dottor Harold Madison), Wallace Shawn (signor Dune), Eric Lutes (Eric Bennett), Clare Carey (Mary Clapp), Kathryn Joosten (sorella Alice), Rhea Perlman (dottoressa Helen Tooth).

## La vacanza
- Titolo originale: The Getaway
- Diretto da: Bill D'Elia
- Scritto da: David E. Kelley

### Trama
Richard e John vanno in vacanza a Los Angeles. Si trasforma in una vacanza di lavoro quando John deve tirare fuori Richard da guai legali e aiutare una donna a divorziare dal suo ricco marito. Richard aiuta un'attrice in difficoltà a lasciare il suo agente che la sta usando per gestire un servizio di escort.
- Guest star: Anastacia (se stessa), Alexandra Holden (Jane Wilco), Thomas Kopache (giudice Oscar Boyle), Robert LuPone (avvocato Bjork), Robert Catrini (Frankie Turbo), Eyal Podell (avvocato Whoople), Mo Collins (assistente di volo), Bernadette Peters (Cassandra Lewis).

## Accordi e disaccordi
- Titolo originale: The Pursuit of Unhappiness
- Diretto da: Kenny Ortega
- Scritto da: David E. Kelley (sceneggiatura); David E. Kelley, Kerry Lenhart e John J. Sakmar (soggetto)

### Trama
Elaine rompe con Mark dopo che lei gli ha detto che lo ha tradito. Jackson è incaricato di fare un accordo prematrimoniale per un uomo ricco, grasso e calvo. Ally mette Larry a difendere gli interessi della futura moglie, portando a un dissenso personale tra Larry e Jackson. Ling prende il caso di un uomo citato in giudizio dal figlio perché un coagulo di sangue lo ha lasciato perennemente felice, rovinando l'azienda di famiglia.
- Guest star: Christopher Neiman (avvocato Barry Mathers), Taye Diggs (Jackson Duper), Kathleen Nolan (Edith Thompson), William R. Moses (Kenneth Thompson), Jenjer Vick Robin (Julie Cassick), Victor McCay (Gilbert Breen), Josef Sommer (Henry Thompson), Albert Hall (giudice Seymore Walsh).

## La scommessa
- Titolo originale: The Obstacle Course
- Diretto da: Joanna Kerns
- Scritto da: David E. Kelley e Kayla Alpert

### Trama
Cassandra sorprende John quando si presenta in ufficio. Ally prende il caso di un uomo citato in giudizio perché non ha rivelato al suo appuntamento su Internet di essere un nano. Ling e Jackson prendono il caso di una donna che ha citato in giudizio il suo ex fidanzato per aver interrotto la sua cerimonia di matrimonio.
- Guest star: Albert Hall (giudice Seymore Walsh), John Michael Higgins (Steven Milter), Ann Cusack (Rebecca Moore), Arturo Gil (Douglas McGrath), Meta Golding (Sylvie Stiles), David Batiste (Michael Pupnick).

## In cerca di Barry White
- Titolo originale: In Search of Barry White
- Diretto da: Adam Arkin
- Scritto da: David E. Kelley

### Trama
John perde la sua capacità di incanalare Barry White mentre affronta Larry in un caso che coinvolge un uomo che vuole clonare la sua defunta moglie. Nelle coinvolge Elaine in una storia d'amore online; I sentimenti di Ling per Jackson diventano più intensi.
- Guest star: Albert Hall (giudice Seymore Walsh), Taye Diggs (Jackson Duper), Patrick Brenn (Kevin Stoller), Julie White (Marian), Leslie Jordan (dottor Benjamin Harris).

## Un cliente speciale
- Titolo originale: Cloudy Skies, Chance of Parade
- Diretto da: Billy Dickson
- Scritto da: David E. Kelley

### Trama
Larry difende Sting quando un uomo gli fa causa per aver rotto il suo matrimonio; un imitatore di Barbra Streisand fa causa per il suo lavoro al naso; Richard flirta con Cindy Margolis per far ingelosire Ling.
- Guest star: Albert Hall (giudice Seymore Walsh), Christopher Neiman (avvocato Barry Mathers), John Michael Higgins (Steven Milter), Taye Diggs (Jackson Duper), Regina Hall (Corretta Lipp), Paul Reubens (Louis), Jim Bailey (Harold Dale), Cindy Margolis (se stessa), Scott Klace (dottor Hobey), Cheri Oteri (Melissa), Sting (se stesso).

## L'ape regina
- Titolo originale: Queen Bee
- Diretto da: Bethany Rooney
- Scritto da: David E. Kelley

### Trama
Sydney Gale chiede a Cage & Fish di rappresentarla, dopo essere stata citata in giudizio per licenziamento illegittimo; Richard e John accettano il caso. Il reverendo Mark Newman ha problemi con il comportamento di Lisa Knowles in chiesa. Dopo che la strategia di Jackson fallisce, tutto è nelle mani di Nelle.
- Guest star: Albert Hall (giudice Seymore Walsh), Christopher Neiman (avvocato Barry Mathers), Taye Diggs (Jackson Duper), Jennifer Holliday (Lisa Knowles), Harrison Page (reverendo Mark Newman), Maurice Godin (signor Kensington), Cleo King (signora Parks), B.J. Crosby (Buttons), Blair Hickey (signor Jacobs), Christine Lahti (Sydney Gale).

## Fine di un amore
- Titolo originale: Home Again
- Diretto da: Michael Schultz
- Scritto da: David E. Kelley

### Trama
Quando il piano di fidanzamento a sorpresa di Larry va storto, è convinto che sia un presagio. Fish vola a Los Angeles per aiutare l'aspirante attrice Jane Wilco a impedire a una rivista maschile di pubblicare foto di lei nuda.
- Guest star: Taye Diggs (Jackson Duper), Alexandra Holden (Jane Wilco), Gail O'Grady (Helena Fisher), Stanley Anderson (giudice Walter McDonald), Mark Tymchyshyn (avvocato Henson Lyne), Elena Lyons (Nicole), Jill Clayburgh (Jeannie McBeal), Regina Hall (Corretta Lipp).

## Il ballo
- Titolo originale: The Wedding
- Diretto da: Bill D'Elia
- Scritto da: David E. Kelley

### Trama
Malcolm Wyatt assume Ally per gestire il suo caso. Sta facendo causa a una ragazza per non essere andata al ballo di fine anno con lui dopo che lei ha detto di sì in autunno. L'avvocato avversario è Larry Paul, ma non si fa mai vivo. Richard assume Jane Wilco come nuova segretaria dell'ufficio. Ally parla con il fantasma di Billy e decide di andare al ballo di fine anno di Malcolm con lui, lo convince a cantare da solo e a non smettere mai di credere nell'amore.
- Guest star: Taye Diggs (Jackson Duper), Albert Hall (giudice Seymore Walsh), Alexandra Holden (Jane Wilco), Leslie Jordan (dottore Benjamin Harris), Jill Clayburgh (Jeannie McBeal), Shirley Prestia (commessa), Josh Groban (Malcolm Wyatt), James Naughton (George McBeal), Gil Bellows (Billy Thomas), Regina Hall (Corretta Lipp).